# Fassoudébé
Fassoudébé, a volte Fassou Débé, è un comune rurale del Mali facente parte del circondario di Diéma, nella regione di Kayes.
Il comune è composto da 6 nuclei abitati:
- Bella
- Boutouwedi
- Dioba
- Fassoudébé
- Guimbana
- Sétéga